# 天野元政
天野 元政（あまの もとまさ）は、戦国時代から江戸時代初期にかけての武将。毛利氏の家臣。毛利元就の七男。右田毛利家の祖。

## 生涯
永禄2年（1559年）、安芸国の戦国大名・毛利元就の七男として誕生する。母は乃美大方で、穂井田元清・小早川秀包とは同腹の兄弟。
生城山天野氏は、隣接する金明山天野氏同様に鎌倉時代の天野遠景を祖とする安芸国の国人であったが、永禄12年（1569年）、天野氏当主の天野元定が死去した後、家督をめぐって家中に内紛が起きた。これに際し父・元就がこの内紛に介入、七男である千虎丸（後の元政）を元定の婿養嗣子として家督を継がせることで、事態を収拾した。
その後、大内氏庶流である右田氏の当主・右田隆量（重政）の養子となり、その名跡を受け継いでいる。
元政は毛利氏の一門として、多くの戦いに出陣し、天正6年（1578年）の上月城の戦いでは兄・元清と共に自ら軍の先頭に立ち、上月城を落城させるという大功を立てた。その後も毛利氏の中枢の一人として活動し、慶長元年（1596年）、豊臣秀吉から豊臣姓を下賜された。
文禄・慶長の役や慶長5年（1600年）の関ヶ原の戦いにも参戦している。
後に姓を毛利に復して、慶長8年（1603年）には周防国熊毛郡三丘に封じられた。元政は元就の抜け落ちた歯を貰い受け肌身離さず持ち歩いていたが、この年が元就の三十三回忌にあたるため、供養塔を建立し遺歯を納めた。次いで周防国佐波郡右田で1万3,000石を与えられた。毛利姓に復したものの、子の元以、元雅、就員には天野の名字を名乗らせた。
慶長10年（1605年）の、萩城築城を巡る家中の争い（五郎太石事件）に際しては、天野元信、益田元祥の言い分を調査して、毛利輝元に報告した。同年12月14日に毛利氏家臣団や有力寺社の総勢820名が連署して毛利氏への忠誠や様々な取り決めを記した連署起請文において、元政は福原広俊に続く2番目に「毛利讃岐守」と署名している。
慶長14年（1609年）4月29日、長門国萩にて死去した。享年51。

## 系譜
- 父：毛利元就
- 母：乃美大方
- 正室：光岳妙秋（生年不詳 - 慶長11年（1606年）9月26日） - 天野元定の娘[1]。
- 側室：帰命院（生年不詳 - 寛永18年（1641年）11月2日） - 木梨隆盛の次女[2]。法名は「帰命院上誉智向」[2]。
  - 長男：毛利元倶 - 右田毛利家2代当主[1]
  - 次男：天野元以（生年不詳 - 慶安4年（1651年）11月21日）[2]
  - 三男：阿曽沼元理 （生年不詳 - 承応2年（1653年）11月21日）[4]
  - 四男：天野元雅（生年不詳 - 万治元年（1658年）12月9日）[2]
  - 五男：天野就員（生年不詳 - 万治3年（1661年）4月2日）[2]
  - 六男：毛利元嘉（生年不詳 - 天和4年（1684年）1月14日）[2]
- 側室：長島氏の娘（生没年不詳）[2]
  - 長女：厚狭毛利家の毛利元宣室（生没年不詳）[2]
  - 次女：長府藩士の細川元董室（生没年不詳）[2]
  - 三女：長府藩士の椙杜元周室（生没年不詳）[2]
- 生母不明
  - 四女：専誉瑩法（生年不詳 - 承応2年（1653年）1月28日） - 法名は「梅香寺専誉瑩法」[2]。